# Hintergraslspitzen
Die Hintergraslspitzen sind drei benachbarte Gipfel in den Ötztaler Alpen in Tirol und befinden sich im Kamm, der bei P. 3417 nach Osten vom Nordgrat des Fluchtkogels abzweigt und den Vernagt- vom Guslarferner trennt. Ausgehend vom Hintergrasljoch folgen Richtung Osten zunächst P. 3313, dann mit einer Höhe von 3325 m ü. A. der Hauptgipfel und der Hintergraslturm (3270 m). 
Südöstlich des Hintergraslturms befindet sich das sogenannte Hintergrasleck (3170 m), das von der Vernagthütte auf einem markierten Steig erreichbar ist.

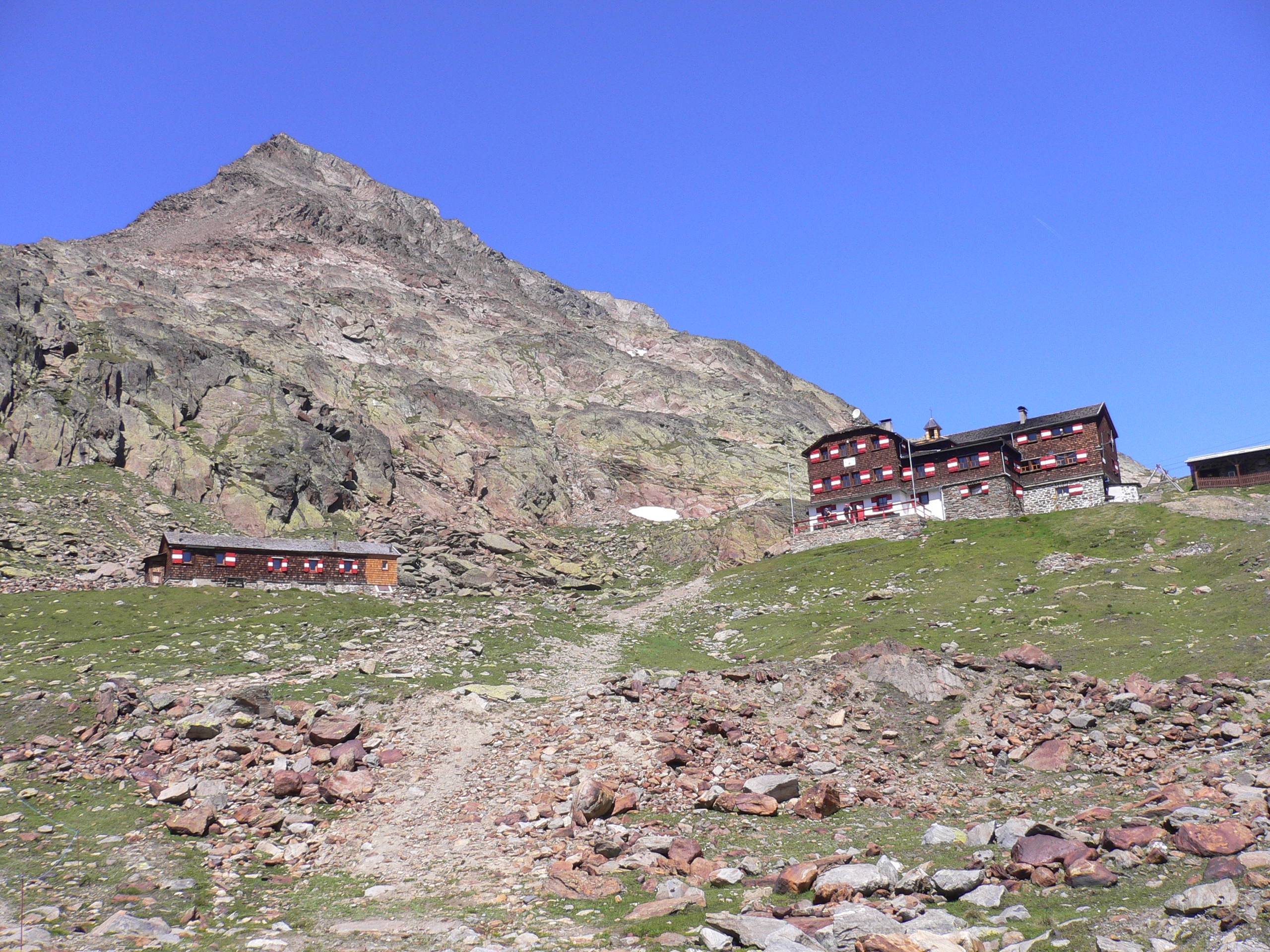
Vernagthütte mit Hintergrasleck

Der einfachste Anstieg auf den Hauptgipfel führt von der Vernagthütte über grasdurchsetzte Schrofen in etwa einer Stunde zunächst auf das Hintergrasleck. Nun fast ständig auf der scharfen Gratschneide in nordwestliche Richtung, der Hintergraslturm kann nördlich umgangen werden. Auf der auch ungefähr eine Stunde in Anspruch nehmenden Route vom Hintergrasleck sind Kletterschwierigkeiten des II. Schwierigkeitsgrads zu bewältigen.
Der Name des Bergs wurde vermutlich von Hirten oder Jägern kreiert, die ein gewisses Interesse für die an den Südosthängen dieses Bergkamms vorzufindenden Grasflecken zeigten, die abseits der vom Tal sichtbaren Bergrücken lagen.